# Nowoukrajinka (rejon bołgradzki)
Nowoukrajinka (ukr. Новоукраїнка) – wieś na Ukrainie, w obwodzie odeskim, w rejonie bołgradzkim, w hromadzie Borodino. W 2001 liczyła 272 mieszkańców.